# أولاد الصغير (لعثامنة)
أولاد الصغير هي إحدى مشيخات المملكة المغربية، تتبع جغرافيا لإقليم بركان وإداريًا للعثامنة. يقدر عدد سكانها بـ 9996 نسمة حسب الإحصاء الرسمي للسكان والسكنى لسنة 2004.